# 천존상
천존상(天尊像)은 도교의 최고신인 천존 또는 원시천존의 상이다.
한국에서의 천존상에 대한 최초의 기록은 《삼국유사》에 있는 데, 당 고조(唐高祖)가 천존상을 주어 도사를 고구려에 보내어 《도덕경》을 강의하게 하였더니 영류왕(榮留王)과 국인(國人)들이 들었다고 되어 있다.
당나라의 천존상은 높이 3자 5치로서, 운관(雲冠)을 쓰고 안개와 같은 옷을 몸에 걸쳤으며 손에는 손잡이가 달린 향로와 향을 들고 있다. 관(冠)에는 새가 앉아 있고 발에는 방두리(方頭履)란 앞이 사각으로 되어 있는 신발을 신고 신발 밑에 연꽃(蓮花)을 밟고 있으며 천존 뒤에는 잎이 보인다. 잎 위에 거북이 업드렸으며 왼쪽 팔굽에 구름 모양이 있고 빛이 등에 있다. 빛 속에서 청룡(靑龍)이 목을 쳐들고 있으며 오른쪽 어깨 앞에 범이 왼쪽을 향하고 있다. 몸 주변에 부동(不動)과 같이 화염이 둘러싸고, 눈썹 · 수염 · 머리카락은 그림붓으로 그린 듯이 가늘다. 구름이 전신을 둘러싸고 군데군데에 천화(天花)가 붙어 있다. 머리 위에 있는 빛 위에 큰 꽃이 우산(雨傘) 모양으로 덮고 있다. 이 신상(神像)이 《도교영험기(道敎靈驗記)》 권4 〈목문천존험(木文天尊驗)〉에 기록되어 있는 원시천존상(元始天尊像)이다.
고려 예종(睿宗) 2년(1107)에 처음으로 천존상을 옥촉정(玉觸亭)에 안치하고 월초(月醮)를 올렸다. 그 옥촉정은 연경궁후원(延慶宮後苑：開城)에 있었다

## 참고 문헌
- 이 문서에는 다음커뮤니케이션(현 카카오)에서 GFDL 또는 CC-SA 라이선스로 배포한 글로벌 세계대백과사전의 내용을 기초로 작성된 글이 포함되어 있습니다.